# Calixto Cordeiro

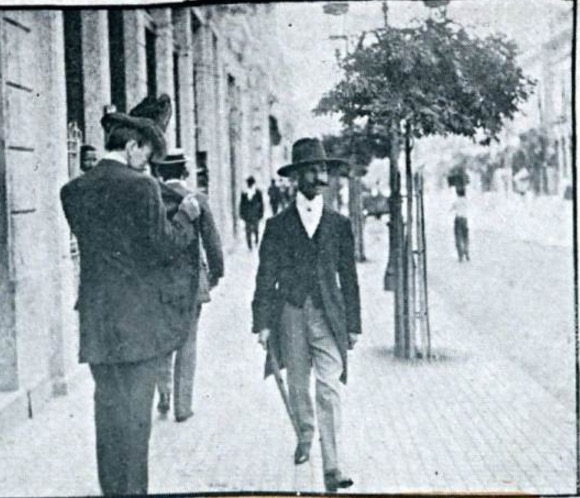
Calixto Cordeiro caminha nas ruas do centro do Rio de Janeiro em 1909.

Calixto Cordeiro ou K. Lixto (Niterói, 1877 - Rio de Janeiro, 11 de fevereiro  de 1957) foi caricaturista, desenhista, ilustrador, litógrafo, pintor e professor brasileiro. Iniciou suas atividades artísticas em 1890 na Casa da Moeda, onde assistiu às aulas de modelagem ministradas por Artur Lucas (s.d. - 1929) e as de gravura, xilogravura e química, dadas pelo português José Vilas Boas (1857 - s.d.). 
Em 1893 assumiu o cargo de professor assistente de gravura na instituição. Dois anos depois, matriculou-se na Escola Nacional de Belas Artes - Enba e trabalhou como litógrafo na Imprensa Nacional. Começou a atuar como caricaturista em 1898, quando colaborou com a revista Mercúrio, com o pseudônimo K. Lixto, utilizado a partir de então na assinatura de todos os seus trabalhos. 
Depois de colaborar em diversos periódicos, fundou, com Raul Pederneiras (1874 - 1953), em 1902, a revista O Tagarela, em que iniciou, em 1904, uma série de charges questionando a campanha de vacinação obrigatória contra a varíola, instituída por Oswaldo Cruz (1872 - 1917). 
Para a revista Kosmos, realizou, a partir de 1906, ilustrações para as crônicas de João do Rio (1881 - 1921), Olavo Bilac (1865 - 1918) e Gonzaga Duque (1863 - 1911). Em 1907 assumiu, ao lado do caricaturista Raul Pederneiras, a direção artística da revista Fon-Fon. Nesse periódico, além de publicar suas caricaturas, responsabiliza-se pela ilustração de grande número de capas. 
A partir de 1917, começou a trabalhar como colaborador na revista D. Quixote, em que permanece até 1928. Dessa data em diante, colaborou em diversas publicações, entre elas, a revista O Cruzeiro e o jornal Última Hora. Em 1944, fundou, com outros artistas, a Associação Brasileira de Desenho.